# Рівер-Блафф (Кентуккі)
Рівер-Блафф (англ. River Bluff) — місто (англ. city) в США, в окрузі Олдем штату Кентуккі. Населення — 436 осіб (2020).

## Географія
Рівер-Блафф розташований за координатами 38°22′19″ пн. ш. 85°36′15″ зх. д. / 38.37194° пн. ш. 85.60417° зх. д. (38.371920, -85.604041).  За даними Бюро перепису населення США в 2010 році місто мало площу 0,61 км², уся площа — суходіл.

## Демографія
Згідно з переписом 2010 року, у місті мешкали 403 особи в 149 домогосподарствах у складі 119 родин. Густота населення становила 660 осіб/км².  Було 151 помешкання (247/км²).
Расовий склад населення:
| - 95,8 % — білих - 2,0 % — чорних або афроамериканців - 1,0 % — азіатів - 0,5 % — корінних американців |

До двох чи більше рас належало 0,0 %. Частка іспаномовних становила 2,5 % від усіх жителів.
За віковим діапазоном населення розподілялося таким чином: 28,5 % — особи молодші 18 років, 55,9 % — особи у віці 18—64 років, 15,6 % — особи у віці 65 років та старші. Медіана віку мешканця становила 45,3 року. На 100 осіб жіночої статі у місті припадало 93,8 чоловіків;  на 100 жінок у віці від 18 років та старших — 87,0 чоловіків також старших 18 років.
Середній дохід на одне домашнє господарство  становив 97 440 доларів США (медіана — 93 333), а середній дохід на одну сім'ю — 104 932 долари (медіана — 95 500). Медіана доходів становила 67 917 доларів для чоловіків та 51 042 долари для жінок. За межею бідності перебувало 2,4 % осіб, у тому числі 2,6 % дітей у віці до 18 років та 2,9 % осіб у віці 65 років та старших.
Цивільне працевлаштоване населення становило 199 осіб. Основні галузі зайнятості: освіта, охорона здоров'я та соціальна допомога — 33,2 %, роздрібна торгівля — 14,6 %, фінанси, страхування та нерухомість — 10,1 %, виробництво — 8,0 %.